# قسم سفلى الريفي (مقاطعة أردستان)
قسم سفلى الريفي (بالفارسية: دهستان سفلی) هي منطقة سكنية تقع في إيران في ناحية زواره. يقدر عدد سكانها بـ 784 نسمة .